# Gerry Saurer
Gerry Saurer (* 1945 in Österreich; † Juli 1992 in Kenia) war ein österreichischer Hotelier und Fußballtrainer, unter anderem der kenianischen Fußballnationalmannschaft.

## Schweiz und Seychellen
Über Gerry Saurers Zeit in der Schweiz ist nur bekannt, dass er dort Hotelier und Trainer von Fußball-Amateurmannschaften war.
Auf den Seychellen war er Manager eines Hotels auf der kleinen Granitinsel L'Islette vor der Küste von Port Glaud sowie des Pirates Arms Hotels in Victoria. Zusätzlich war er als Teamchef der Junioren-Fußballnationalmannschaft tätig.

## Kenia
Vor November 1981 zog Saurer nach Nairobi, Kenia und wurde Manager des 680 Hotels. Wie schon zuvor in der Schweiz und auf den Seychellen trainierte er auch in Kenia Fußballmannschaften.
So wurde Gerry Saurer 1983 unter AFC Leopards' Präsidenten Alfred Wekesa Sambu als Co-Trainer von Robert Kiberu angestellt und übernahm im folgenden Jahr die Position des Cheftrainers. Er gewann mit AFC Leopards den CECAFA Club Cup 1983 und 1984. Unter Saurer erreichte AFC Leopards das Halbfinale des African Cup Winners’ Cups 1985 und überstand damit das erste Mal seit 17 Jahren die erste Runde eines kontinentalen Wettbewerbs.
1985 gründete er mit David Otti und Joe Kadenge Volcano United FC, den ersten professionellen Fußballklub Kenias, der im Spieljahr 1986 in der zweiten kenianischen Liga auftrat. Beim ersten Moi Golden Cup 1986 erreichte Saurer mit der Mannschaft die dritte Runde und gewann mit 2:0 gegen den übermächtigen AFC Leopards. Im gleichen Jahr führte er den im Vorjahr von einem japanischen Geschäftsmann gegründeten Motokura Cup durch, bei dem kenianische Mannschaften gegen Teams aus Belgien, Japan und den Niederlanden spielten.
Ab Saison 1987 spielte er mit Volcano United in der Kenyan Premier League (KPL), der höchsten Liga Kenias. 1988 wurde der Klub aufgelöst. Während seiner Zeit beim Volcano United entdeckte er später erfolgreiche Spieler wie Wycliffe Anyangu, Hassan Juma, Davies Oyela, Gabriel Olang und Patrick Kisanya.
1990 übernahm Gerry Saurer die Tätigkeit von Mohammed Kheri als Cheftrainer der kenianischen Nationalmannschaft und gründete gleichzeitig die erste U20-Nationalmannschaft Kenias. Saurer galt als erfolgreicher Jugendscout, da die meisten seiner von ihm verpflichteten U20-Spieler den Sprung in die Nationalmannschaft schafften; darunter Sammy Omollo, Vincent Kwarula, Allan Odhiambo und Peter Mwololo. Er rekrutierte Spieler nicht nur aus der KPL, sondern auch aus der zweiten Liga und den regionalen Ligen.
Als Nationaltrainer war Saurer jedoch umstritten. Zwar erreichte er 1991 das CECAFA-Cup-Finale und 1992 – als bisher einziger nicht-kenianischer Trainer – die Vorrunde der Fußball-Afrikameisterschaft, doch waren die Spieler unzufrieden. Es gab Medienberichte über seine fehlende Qualifikation als Fußballtrainer und dass er die Position nur durch seine Freundschaft zum KFF-Präsidenten Adams Karauri erhielt. Daher gaben die Spieler eine schlechte Leistung ab, um seinen Rauswurf zu provozieren – sie verloren beide Vorrundenspiele der Afrikameisterschaft. Saurer selbst gab den Spielern Micheky Weche und Vitalis Owour die Schuld an den Niederlagen. Das letzte Spiel der Afrikameisterschaft, eine 0:3-Niederlage gegen Senegal, war für Saurer zugleich sein letztes Spiel als Nationaltrainer. Er wurde noch im selben Jahr gefeuert und sein Vorgänger Mohammed Kheri erneut zum Nationaltrainer ernannt.
Im Juli 1992 starb Gerry Saurer an Malaria.

## Erfolge

### Verein
- Kenianische Meisterschaft, zweiter Platz: 1985.
- Moi Golden Cup, dritte Runde: 1986
- CECAFA-Club-Cup-Sieger: 1983, 1984
- African-Cup-Winners’-Cup-Halbfinale: 1985

### Nationalmannschaft
- CECAFA-Cup-Finale: 1991
- Fußball-Afrikameisterschaft-Vorrunde: 1992